# Solpuguna cervina
Solpuguna cervina är en spindeldjursart som först beskrevs av William Frederick Purcell 1899.  Solpuguna cervina ingår i släktet Solpuguna och familjen Solpugidae. Inga underarter finns listade i Catalogue of Life.